# (10221) Kubrick
(10221) Kubrick (1997 UM9) – planetoida z pasa głównego asteroid okrążająca Słońce w ciągu 3,79 lat w średniej odległości 2,43 j.a. Odkryta 28 października 1997 roku.